# Ленінське (Бериславський район)
Ленінське — селище в Україні, у Нововоронцовській селищній громаді Бериславського району Херсонської області. Населення становить 10 осіб.

## Історія
22 червня 2023 року рішенням №230 Національної комісії зі стандартів державної мови віднесено до списку населених пунктів, які «можуть не відповідати лексичним нормам української мови», зокрема стосуватися «російської імперської чи колоніальної політики». Громаді рекомендовано запропонувати нову назву в установленому законодавством порядку.

## Населення
Згідно з переписом УРСР 1989 року чисельність наявного населення селища становила 13 осіб, з яких 7 чоловіків та 6 жінок.
За переписом населення України 2001 року в селищі мешкало 10 осіб. 100 % населення вказало своєю рідною мовою українську мову.